# O Beautiful Night
O Beautiful Night ist ein schwarzhumorige Tragikomödie von Xaver Böhm, die am 12. Februar 2019 im Rahmen der Internationalen Filmfestspiele Berlin ihre Premiere feierte und am 20. Juni 2019 in die deutschen Kinos kam.

## Handlung
Juri ist ein Hypochonder. Als er in einem Traum von einem schwarzen Raben verfolgt wird, der ihm das Herz aus der Brust zu picken droht, verursacht dies bei ihm Herzrasen, und er googelt die Symptome für einen Herzinfarkt. Der mysteriöse Vogel aus seinen Träumen treibt ihn in die Fänge eines noch viel mysteriöseren Mannes, der sich ihm als der Tod vorstellt und Juri auf seiner letzten ereignisreichen Tour durch das nächtliche Berlin begleitet.
Erst fahren sie gemeinsam mit dem Fahrrad in einen Nachtclub, in der Juris Traumfrau arbeitet, aber nicht ohne vorher einen Umweg über eine Kartbahn zu machen und dort eine Runde Russisches Roulette zu spielen, um an das nötige Geld für den Besuch des Etablissements zu kommen. Als sie dort sind, legt das Objekt von Juris Begierde auf einer Drehscheibe lesend das Buch weg und will für ihn hinter der Glasscheibe zu strippen und posen beginnen. Als Juri versucht, mit ihr ein Gespräch anzufangen, erklärt sie ihm, eigentlich quatsche sie nicht mit Kundschaft, sondern lasse sich nur anschauen.
Dennoch kommen sie ins Gespräch, und sie stellt sich ihm als Nina vor. Der Tod klaut das Auto vom Schmetterlingsmann, ebenfalls ein Kunde des Nachtclubs, und nun fahren sie zu dritt durch die Nacht. Anfänglich ist Nina noch skeptisch gegenüber den beiden, insbesondere gegenüber dem seltsamen Mann mit den slawischen Akzent. Doch weil der Tod vieles über sie weiß, so dass ihre Freundin Betty gestorben ist und auch intime Kenntnis von ihren Rituale hat, beginnt sie ihm zu vertrauen. Juri soll mit Bettys Geist kommunizieren, und daher statten sie dem koreanischen Medium abermals einen Besuch ab.
Nina erzählt Juri auf ihrer weiteren Tour, warum sie so gerne nachts arbeitet, und er spielt ihr seine Musik vor. Gemeinsam klettern die Drei über das Eingangstor eines Zoos, in dem viele Vögel frei herumlaufen. In einem Kronenkranich scheint Juri etwas Besonderes zu erkennen, und daher packen sie das Tier ins Auto und fahren weiter. Der Tod erklärt ihnen, es sei alles nicht so einfach, und einer müsse in dieser Nacht noch aus dem Leben scheiden. Juri will dieses Schicksal mit Liebe überwinden. Sie alle Drei sollen sich küssen. Erst wollen der Tod und Nina nicht wirklich, doch schließlich finden sie ihre Münder und Zungen in einem Dreierkuss vereint. Der Tod lässt sie zurück und stirbt in ihren Armen, und Juri und Nina halten ihn so, bis es Morgen wird.

## Produktion
Regie führte Xaver Böhm, der gemeinsam mit Ariana Berndl auch das Drehbuch schrieb.
Der Film erhielt vom DFFF Deutscher Filmförderfonds eine Projektfilmförderung in Höhe von 336.000 Euro, Produktionsförderungen vom BKM (400.000 Euro), von der Film- und Medienstiftung NRW (180.000 Euro), von der Filmförderungsanstalt (250.000 Euro) und vom Medienboard Berlin-Brandenburg (200.000 Euro nebst einer Verleihförderung in Höhe von 15.000 Euro).
Die Rolle von Juri wurde mit dem österreichischen Schauspieler Noah Saavedra besetzt, der in Berlin lebt und seit Herbst 2015 als Student an der Hochschule für Schauspielkunst „Ernst Busch“ Berlin eingeschrieben ist. Der aus Slowenien stammende Schauspieler Marko Mandić spielt den Tod. Die deutsche Schauspielerin Vanessa Loibl spielt Nina, die sie in dieser Nacht begleitet.
Die Dreharbeiten fanden von Anfang November bis Ende Dezember 2017 in Berlin statt. Als Kamerafrau fungierte Jieun Yi.
Die Filmmusik komponierte Paul Eisenach. Während des Abspanns wird Good Times von Eric Burdon and The Animals gespielt.
Eine erste Vorstellung des Films erfolgte am 12. Februar 2019 im Rahmen der Internationalen Filmfestspiele Berlin. Am 20. Juni 2019 kam er in die deutschen Kinos. Im Oktober 2019 erfolgten Vorstellungen im Rahmen des Sitges Film Festivals.

## Rezeption

### Altersfreigabe
In Deutschland erhielt der Film eine Freigabe ab 12 Jahren, ist in Begleitung der Eltern jedoch bereits ab 6 Jahren erlaubt. In der Freigabebegründung heißt es, der Film habe eine düstere Atmosphäre und sei in einem surrealen, künstlich-poetischen Stil inszeniert. Drogenkonsum und Prostitution würden thematisiert, aber nicht verherrlicht, und vereinzelt gebe es kurze, schockhafte Ekel-Momente, die jedoch umgehend aufgelöst werden, so weiter in der Begründung. Auch eine Szene, in der „Russisch Roulette“ gespielt wird, entfalte durch die groteske Inszenierung und die ablehnende Haltung der Hauptfigur keine irritierende oder ängstigende Wirkung.

### Kritiken
Ulrich Sonnenschein von epd Film schreibt, selten wurde Berlin so neon-bunt verfremdet, und selbst eine im Hintergrund vorbeifahrende S-Bahn wirke wie ein Spezialeffekt. So mache Kamerafrau Jieun Yi O Beautiful Night zu einem visuellen Erlebnis. Auch die Musik, die Regisseur Xaver Böhm zusammen mit Paul Eisenach komponierte, sei der magischen Stimmung, dem kunstvoll-literarische Ambiente und dem Danse Macabre des Trios von Eros, Tod und ewigem Leben dienlich. Leider stehe die Geschichte ein bisschen sich selbst im Weg, so Sonnenschein weiter: „Vor lauter Bildgestaltung geht Böhm die Handlung verloren, die Dialoge schwanken zwischen magischen Sentenzen, die an Derek Jarman erinnern und banalen »Stell-Dich-nicht-so-an«-Sätzen, die kein Ganzes ergeben.“ Sehr viel positiver sieht Dieter Oßwald auf Programmkino.de das Regie-Debüt: „Mehr Wow-Effekte findet man bei Erstlingsfilmen selten - ein poetischeres Schlussbild sowieso nicht. Wenn Style auf Substanz trifft!“

### Auszeichnungen
O Beautiful Night wurde Anfang Januar 2020 in die Vorauswahl für den Deutschen Filmpreis aufgenommen. Im Folgenden weitere Auszeichnungen und Nominierungen.
Deutscher Filmpreis 2020
- Nominierung für die Beste Kamera (Jieun Yi)

Imagine Film Festival 2019
- Auszeichnung als Bester Spielfilm – Méliès d’Argent (Xaver Böhm)

Preis der deutschen Filmkritik 2019
- Nominierung für die Beste Musik (Paul Eisenach und Xaver Böhm)[8]